# Knappnäs
Knappnäs este o arie protejată (arie specială de conservare — SAC, sit de importanță comunitară — SCI) din Suedia întinsă pe o suprafață de 19 ha, integral pe uscat.

## Localizare
Centrul sitului Knappnäs este situat la coordonatele 60°37′13″N 13°01′39″E / 60.6202°N 13.0276°E.

## Înființare
Situl Knappnäs a fost declarat sit de importanță comunitară în ianuarie 2002 pentru a proteja 1 specie de plante și 1 specie de animale. Situl a fost protejat și ca arie specială de conservare în martie 2011.

## Biodiversitate
Situată în ecoregiunea boreală, aria protejată conține 2 habitate naturale: Râuri naturale fino-scandinave, Taiga vestică.
La baza desemnării sitului se află mai multe specii protejate:
- plante (1): Persicaria foliosa
- nevertebrate (1): libelule (Leucorrhinia pectoralis)